# Pałac w Wilkowie
Pałac w Wilkowie – zabytkowy pałac z około 1870 r. we wsi Wilków (powiat świdnicki),  w Polsce, w województwie dolnośląskim, w gminie Świdnica.

## Historia
Pałac wzniesiony na planie prostokąta, z wieżą, nakryty czterospadowym dachem. Obiekt jest częścią zespołu pałacowego, w skład którego wchodzi jeszcze park oraz dziedziniec folwarczny z zabudową i ogrodzenie.